# Полунєєв Юрій Володимирович
Юрій Володимирович Полунєєв (нар. 15 червня 1956, місто Одеса) — український політичний діяч. Колишній народний депутат України.
Член Ради Національного банку України (з вересня 2008).
Голова Тимчасової слідчої комісії Верховної Ради України з питань перевірки діяльності Національного банку України в період фінансової кризи (листопад 2008 — червень 2009).
Голова громадської організації «Рада конкурентоспроможності України» (з липня 2005).
Голова адміністративної ради Державної інноваційної фінансово-кредитної установи (березень 2009 — березень 2010).
Позаштатний радник Президента України (з 2010), член Комітету економічних реформ при Президентові України (з 2010).
Заслужений економіст України (з червня 2010).

## Освіта
- Київський державний університет імені Тараса Шевченка, факультет міжнародних відносин та міжнародного права (1973–1978), економіст-міжнародник, перекладач англійської та арабської мов.
- Йоркський університет (Канада, 1990), «Міжнародний менеджмент».
- Торонтський університет (Канада, 1991–1992), «Менеджмент», магістр бізнес-адміністрування.
- Лондонська школа бізнесу (2000), «Корпоративні фінанси».

Кандидат економічних наук. Дисертація «Вплив енергетичної кризи на світові фінанси» (1986).
Дійсний член Міжнародної академії менеджменту (Барселона).

## Робота
- 1978–1983, 1985–1989 — інженер, науковий співробітник відділу економіки капіталізму та міжнародних економічних відносин Інституту соціальних та економічних проблем зарубіжних країн АН УССР.
- 1983–1985 — перекладач, аналітик Апарату економічного радника Посольства СРСР в Іраку.
- 1989–1991 — помічник генерального директора, заступник генерального директора, Міжнародного інституту менеджменту (МІМ-Київ).
- 1991 — візит-професор Вищої школи менеджменту Корнельського університету (Ітака, США).
- 1992–1994 — консультант Організації економічної співпраці та розвитку (Париж, Франція).
- 1994–1996 — заступник генерального директора Міжнародного Комітету з Економічних Реформ та Співробітництва (Бонн, Німеччина).
- 1996 — заступник керівника Управління з питань економіки Адміністрації Президента України.
- 1996–2005 — виконавчий директор, член Ради директорів по Україні, Румунії, Молдові, Грузії та Вірменії Європейського банку реконструкції та розвитку (Лондон).
- 2005–2007 — президент Міжнародного інституту менеджменту (МІМ-Київ).

Автор понад 80 публікацій, співавтор 13 монографій.[джерело?] Шеф-редактор журналу «Монітор конкурентоспроможності». Доцент кафедри міжнародного бізнесу Київського інституту міжнародних відносин.
Захоплення: композиція музики.

## Політична діяльність
Народний депутат України 6-го скликання з 23 листопада 2007 до 12 грудня 2012 від Блоку Юлії Тимошенко, № 91 в списку. На час виборів: президент Міжнародного інституту менеджменту (МІМ-Київ), безпартійний. Член фракції «Блок Юлії Тимошенко» (листопад 2007 — вересень 2010). У вересні 2010 року виключений з фракції за співпрацю та входження до провладної коаліції. З березня 2011 входив до фракції Партії регіонів. Секретар Комітету з питань фінансів і банківської діяльності (грудень 2007 — березень 2011), голова підкомітету з питань державного внутрішнього і зовнішнього боргу та законодавчого забезпечення регулювання державних лотерей Комітету Верховної Ради України з питань фінансів, банківської діяльності, податкової та митної політики (з березня 2011).
Обґрунтував, що концепція конкурентоспроможності країни може стати потужною «ідеологією» національного об'єднання в Україні — такою, як вона де-факто стала в Сінгапурі, Малайзії, Естонії, США та інших провідних країнах світу. Усвідомлення того, що власну країну визнають і шанують у світі як економічно конкурентоспроможну, може стати важливим приводом для загальнонаціональної гордості незалежно від мови, конфесії, політичних переконань людини. Ідея євроінтеграції для України може бути доповнена національною ідеєю конкурентоспроможності країни в глобальній економіці Знань.
Вважає, що Україні потрібний економічний прорив, що зумовлено деякими тенденціями в стані українського суспільства. Без такого прориву «органічне» зростання лише законсервує статус України як третьорозрядної країни. Розроблену ним Технологію економічного прориву було покладено в основу передвиборчої програми Блоку Юлії Тимошенко «Український прорив» на парламентських виборах в Україні у 2007 році.
Вважає, що під час економічної кризи, Україна могла би більш ефективно вийти з неї за допомогою використання для потреб розвитку цільових емісійних коштів. Юрій Полунєєв: Український прорив з кризи: стимулювання економіки і тимчасова «націоналізація» НБУ. На його думку, розширення монетарної бази та «контрольована» інфляція — один із ефективних шляхів мінімізації наслідків глобальної кризи: Нинішня криза лікується лише грошима, і ніякі інші методи не є ефективними. Тому в України немає іншого вибору, крім використання для потреб розвитку цільових емісійних коштів.
Доводить, що внаслідок світової кризи реальний ВВП України знизився до 55-60% від рівня 1989 року, конкурентоспроможність країни продовжувала падати, в країни накопичилися критичні структурні проблеми, що потребують невідкладних довгострокових інвестицій, які мають протягом 2010—2020 років сягти 300—400 млрд доларів. Бачить одним з джерел фінансування інвестицій у невідкладні структурні проблеми (модернізацію транспортної та агроінфраструктри, заміну основних фондів, енергоефективність, житлово-комунальне господарство, фінансовий сектор) контрольоване збільшення рівня державних капіталовкладень за рахунок внутрішнього боргу. Це потребуватиме відродження довіри населення до банків та фінансового сектора.
Вважає, що уряд робив логічний крок, збільшуючи зовнішні та внутрішні запозичення під час кризи, якщо ці запозичення йшли на фінансування інвестицій, що підтримують внутрішній споживчий та виробничий попит. Вважає, що одним із головних напрямків реформи фінансового сектора в Україні має бути більш глибока координація усіх фінансових регуляторів з метою забезпечення фінансової стабільності та підвищення довіри інвесторів і населення до фінансових інститутів та ринків.
Займається питанням захисту прав споживачів фінансових послуг. 31 січня 2011 року за ініціативи народного депутата України Юрія Полунєєва та широкої підтримки громадськості створено Оргкомітет з підготовки та проведення «Першого Всеукраїнського з'їзду споживачів фінансових послуг». Станом на 1-ше березня 2012 р. в Оргкомітет входили уповноважені представники більш ніж 60 громадських організацій та об’єднань, зусилля яких, в першу чергу, направлені на захист та інформування населення нашої держави з питань захисту споживачів фінансових послуг. Результатом такої масової суспільної роботи є проведений в місті Києві  2 березня 2012 року «Перший Всеукраїнський з'їзд споживачів фінансових послуг». Метою проведення цього заходу є згуртування та активізація громадськості навколо проблеми створення ефективної системи захисту прав споживачів фінансових послуг. Унікальність даного проєкту полягає в тому, що вперше сформовано позитивний діалог між учасниками фінансового ринку: громадськістю, фінансовими ринками, владою і міжнародними фінансовими організаціями.

### Законотворча діяльність
Автор або співавтор понад 37 проєктів законів, частина з яких присвячена подоланню фінансово-економічної кризи. Зокрема законом номер 1533 передбачається скорочення терміну повернення валютної виручки, отриманої валютної виручки на користь резидентів через уповноважені банки. Також запроваджуються рамки добровільної реструктуризації іпотечних кредитів, включно із мораторієм на 2009—2010 роки на примусове відселення із житла в разі часткової сплати відсотків за іпотекою.
Проєктом Закону «про гарантії Уряду України з метою підвищення капіталізації комерційних банків» (№ 4245 від 20 березня 2009) пропонується надати урядові гарантії повернення через п'ять років 200 % від вартості придбаних привілейованих акцій комерційних банків.
Проєктом Закону «Про електронну комерцію» (№ 6086 від 18 лютого 2010), головною метою якого названо запровадження єдиного підходу до державного регулювання діяльності суб'єктів електронної комерції та врегулювання питань захисту прав споживачів при здійсненні електронних угод.
Проєктом Закону України «Про внесення змін до деяких законів України щодо платіжних систем» (6465 та 6466) пропонує запровадити в Україні нагляд НБУ за діяльністю усіх платіжних систем та запровадити заходи щодо розвитку електронних платежів.
У Верховній Раді Україні зареєстровано основні правозахисні ініціативи – законопроєкти № 9342 (від 25 жовтня 2011 року) «Про систему гарантування вкладів фізичних осіб» - законопроєкт прийнято в цілому як закон 23 лютого 2012 року та підписано Президентом, № 9593 (від 14 грудня 2011 року) «Про споживче кредитування»  та № 9594 (від 15 грудня 2011 року) «Про внесення змін до деяких законодавчих актів України щодо створення на фінансових ринках України системи захисту користувачів фінансових послуг» .
Також, 1 листопада 2011 року зареєстровані тематичні законопроєкти № 9379 «Про заборону надання колекторських послуг  щодо фізичних осіб – боржників» та № 9380 «Про тимчасову відстрочку сплати платежів за кредитними договорами, забезпеченими іпотекою у зв’язку з втратою позичальником постійного місця роботи та введення мораторію на примусове виселення із житла».